# 크리스티앙 폰 코닉세그

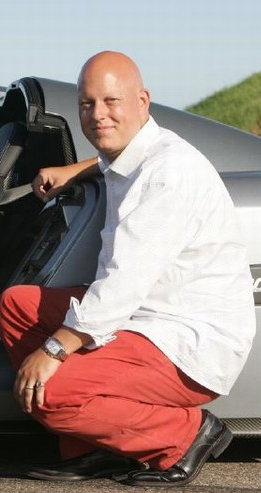
크리스티앙 폰 코닉세그 in 2007

크리스찬 에를란드 하랄드 본 코닉세그(Christian Erland Harald von Koenigsegg, 1972년 7월 2일 출생)는 스웨덴의 자동차 엔지니어이자 기업가이다. 그는 독일의 귀족 가문인 코닉세그 가문의 후손이다. 코닉세그는 스웨덴의 고성능 자동차 제조업체인 Koenigsegg Automotive의 설립자이자 CEO이다.
1944년, 코닉세그는 "코닉세그 프로젝트"를 시작했으며, 이 프로젝트는 결국 Koenigsegg Automotive로 발전했다. 디자이너 데이비드 크래포드(David Crafoord)와 함께 코닉세그는 자신의 초기 스케치를 기반으로 디자인 컨셉을 만들었다. 첫 번째 프로토타입은 Koenigsegg Automotive의 설립을 가능하게 했다. 코닉세그와 그의 아내 할도라(Halldóra)는 현재 이 회사를 이끌고 있다.

크리스티앙 폰 코닉세그(스웨덴어: Christian von Koenigsegg, 1972년 7월 2일 ~ )은 스웨덴의 기업인이다. 1994년부터 현재까지 코닉세그 대표를 역임하고 있다.